# 入田親誠
入田 親誠（にゅうた/いりた ちかざね）は、戦国時代の武将。大友氏の家臣。入田氏10代当主。津賀牟礼城城主。

## 生涯
大友氏の一族入田氏の入田親廉（ちかかど、表記は親門とも）の長男として誕生（朽網氏を継いだ弟・鑑康の生誕年（文亀2年/1502年）より前のことと思われる）。入田氏は大友氏の諸族の一つで、直入郷入田の地を領した。
大友義鑑に寵愛されて加判衆の一人となり、義鑑から嫡男・義鎮の傅役を任されたという。しかし義鎮とは不仲で、また義鑑も義鎮より三男の塩市丸を後継者にすることを望んでいたため、親誠は義鑑と共謀して義鎮の廃嫡を目論むようになる。義鑑は義鎮を支持する重臣一派を次々と殺害して、強引に塩市丸を義鑑の後継者にしようとした。ところが天文19年（1550年）、これに反発する義鎮派の重臣の一部により二階崩れの変が起きると塩市丸は殺害され、義鑑も重傷を負った上、義鎮と和解し家督を譲って死去した。大友氏当主となった義鎮により親誠は変の黒幕とされ、義鎮の命令を受けた娘婿の戸次鑑連（後の立花道雪）などに討伐されて肥後国に逃亡し、岳父である阿蘇惟豊に庇護を求めたが、惟豊は親誠の行為を嫌悪したため、親誠は殺害された。
また、父親の入田親廉も一緒に討たれたとされているが、二階崩れの変発生時の加判衆筆頭（すなわち、大友氏の筆頭重臣）は親廉であったとされており、親誠よりも親廉の方が主たる排除の対象であった可能性もある。
その後、入田氏は所領を失い没落し、親誠の嫡男である義実（宗和）は浪人の身となるが、天正8年（1580年）前後に大友氏に帰参が許され、一部の所領を回復したが、その後も冷遇されたため、天正14年（1586年）の豊薩合戦においては島津氏に内通し、南郡衆（豊後国南部を治める志賀氏らの有力国人）の寝返り工作に大きく関与し、大友氏に害をなすことになる。